# Stato
Lo Stato è l'organizzazione politica e giuridica di una comunità stabilmente stanziata su un territorio. In quanto autorità che governa un territorio e una popolazione, lo Stato costituisce un ordinamento giuridico a base territoriale. Inoltre, secondo una concezione diffusa, l'ordinamento posto e garantito dallo Stato, o con cui lo Stato si identifica, è altresì sovrano perché indipendente sul piano esterno e supremo su quello interno.

## Generalità
Non c'è una definizione di "Stato" unanimemente accettata e non controversa. La scienza giuridica spesso usa un concetto, in origine proposto dal giurista tedesco Georg Jellinek, incentrato su tre elementi costitutivi: un territorio dai confini determinati, un popolo stanziato su tale territorio, un'autorità suprema in grado di governare popolo e territorio.
Nelle scienze sociali e in antropologia politica si incontrano definizioni più ampie, che a volte identificano lo Stato con la comunità politica genericamente intesa, cioè con quegli aspetti dell'organizzazione sociale e culturale che riguardano la regolazione, anche informale, dei comportamenti dei membri del gruppo e il controllo sull'appropriazione di risorse scarse. In questa accezione ampia, ogni gruppo sociale possiede uno Stato e potrebbe parlarsi di "Stato" anche con riguardo a una tribù amazzonica.
Gli storici tendono invece a restringere il concetto di Stato e a considerarlo come il prodotto di un graduale processo di concentrazione del potere politico svoltosi nelle società europee a partire dal Duecento sino all'Ottocento; all'esito di tale processo sorge lo Stato come istituzione impersonale, che esercita il potere politico supremo su un dato territorio, chiede lealtà ai propri sudditi ed esercita le proprie funzioni per finalità puramente civili, anziché religiose. In questa accezione stretta, lo Stato è un'istituzione caratteristica dell'età moderna e, almeno in origine, caratteristica dell'Occidente.
Grande diffusione ha infine ricevuto la definizione del sociologo tedesco Max Weber, che identifica lo Stato con l'istituzione capace di esercitare un monopolio sull'uso legittimo della forza fisica entro un determinato territorio. In base a questa definizione non ogni comunità politica costituisce uno Stato, ma si possono rintracciare Stati, o istituzioni che si approssimano allo Stato, prima dell'età moderna e fuori dell'Occidente.

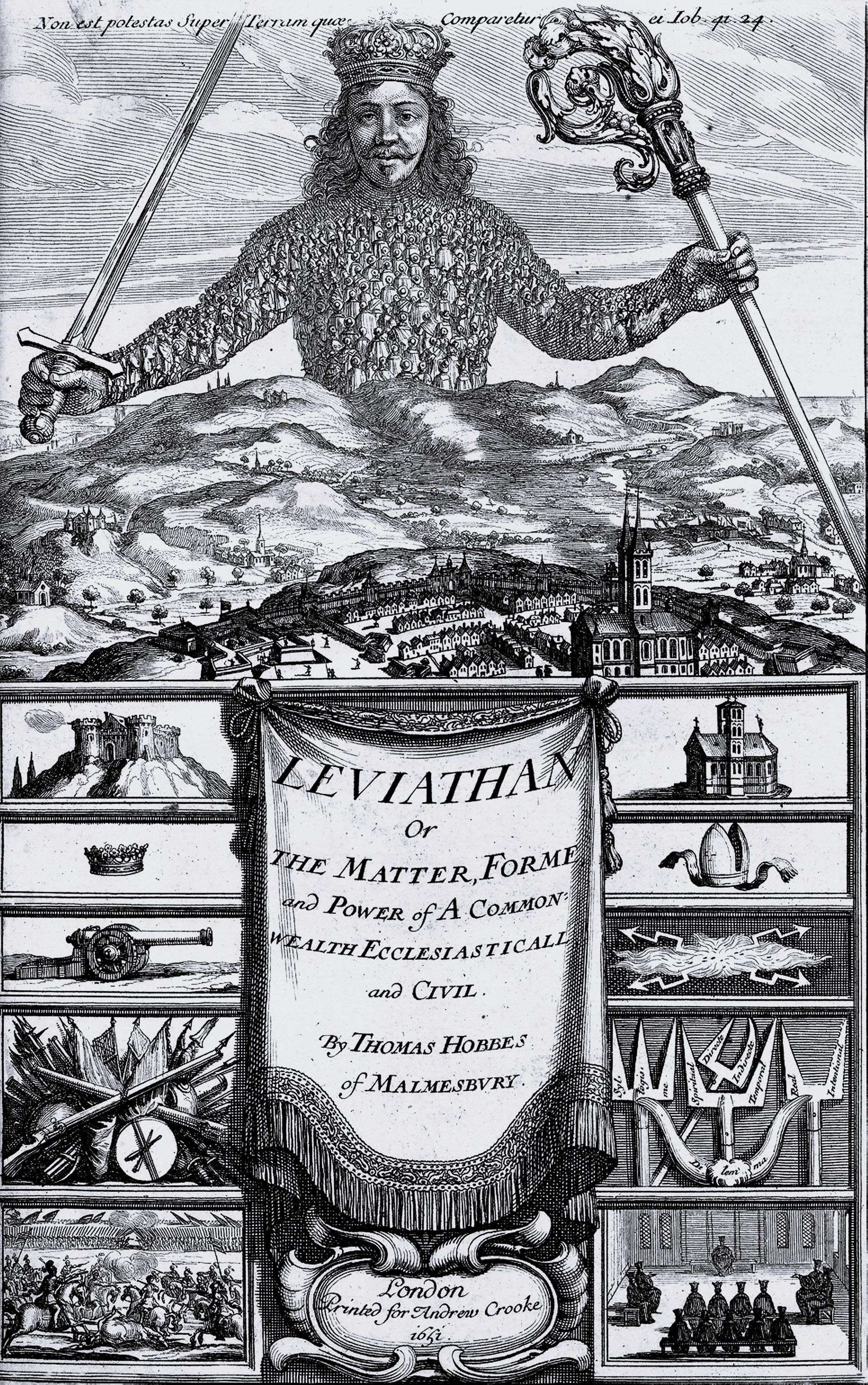
Frontespizio del Leviatano del filosofo inglese Thomas Hobbes, un lavoro di base sulla teoria dello Stato moderno

## Storia
Le prime forme di Stato si sono formate nella fase di passaggio tra la Preistoria e l'Età antica, a partire dalla Rivoluzione urbana. La prima forma diffusa fu quella di città-stato, a cui in seguito si affiancarono regni che interessavano regioni intere e poi imperi che univano sotto lo stesso governo popoli diversi. Questa compresenza tra varie forme di stato ha caratterizzato tutta l'Età antica e il Medioevo.
Lo Stato moderno ha cominciato ad affermarsi in Europa tra il XIII e il XIV secolo, soprattutto grazie ad alcuni accadimenti come la guerra dei cent'anni, anche se un primo esempio già possiamo trovarlo in Asia con la nascita dei primi imperi cinesi. In particolare, lo Stato moderno si afferma in Europa tra il XV e il XIX secolo. La sua formazione avviene attraverso un progressivo accentramento del potere e della territorialità dell'obbligazione politica. Infatti scompaiono le frammentazioni del sistema feudale in favore di un potere centrale o omogeneo in un determinato territorio, e anche la Chiesa si subordina allo Stato.
Il termine Stato, che prima significava solo status (come status di cittadino), ha iniziato ad avere l'accezione moderna dal XV secolo, e si è poi affermata attraverso l'uso che ne fa Niccolò Machiavelli nell'incipit della sua celebre opera Il principe (1513), in cui lo usa come termine analogo a dominio. Il mutamento che ha portato la parola "Stato" da un significato generico di situazione a uno specifico di condizione di possesso di un territorio (e di comando sui suoi cittadini) non è ancora stato ben chiarito. Il concetto di sovranità è invece stato introdotto da Jean Bodin (1586), che ha definito le caratteristiche dello Stato assoluto. Con John Locke, nel suo Secondo trattato sul governo (1690), viene elaborata una concezione dello Stato non come assoluto, ma quale entità funzionale e legittimata unicamente dalla difesa delle libertà individuali connaturate alla persona. Con la stessa opera Locke dà inoltre un fondamentale contributo al costituzionalismo, dando una formulazione del concetto moderno della sovranità popolare.
Nel periodo di formazione dello Stato moderno in Europa (XV-XIX secolo), si afferma il concetto di Stato come monopolista legittimo dell'uso della forza tramite la costituzione di forze armate regolari alimentate con il servizio militare coatto, e dotato di un apparato burocratico, di polizia. Esso nacque grazie ai conflitti militari perché nasce da esigenze di carattere militari. Tale esigenza comporta la crescita esponenziale del prelievo fiscale e dell'amministrazione statale, l'accumulo di debiti e, spesso, l'intervento statale nell'economia (dirigismo). Dopo la Rivoluzione francese si assisté invece all'affermarsi dello Stato democratico, che poggia le sue basi originarie sullo Stato di diritto, poiché il bisogno di legittimazione del potere centrale necessita lo sviluppo di un consenso possibile solo trasformando i sudditi in cittadini. Conseguentemente, si affermarono i modelli di stato del benessere o stato sociale, un modello che si caratterizza per il concetto di benessere dei cittadini da cui gli deriva il consenso e la legittimazione mediante strumenti di assistenza economica e politiche tese al raggiungimento dell'eguaglianza formale, se non sostanziale.
Lo Stato viene rappresentato da un processo storico di accentramento del potere a partire da quella dispersione territoriale dei differenti centri di potere indipendenti che rappresentavano le signorie dell'Europa medievale. Questo processo si accompagna a quello dell'emergere della borghesia e delle sue esigenze di sicurezza e protezione commerciale e di proprietà. Una delle dinamiche fondamentali che portarono alla formazione dei moderni Stati è certamente quella delle «guerre civili di religione» prodotte dalla perdita di universalità della respublica christiana  medievale, per effetto della riforma protestante. Il risultato di questi processi fu la visione tecnica e mondana del potere del sovrano, che si serve di un apparato amministrativo professionale per l'esercizio concreto del potere secondo procedure sempre più precise. Questa forma del potere rappresenta la garanzia di una maggiore stabilità del potere politico, sempre più svincolato dalla religione (processo di secolarizzazione). Tipicamente esso possiede un ordinamento giuridico che definisce i limiti dell'agire dei componenti dello Stato stesso nonché dei suoi cittadini, e dispone di un proprio governo, forze armate e polizia. Alla parola Stato afferiscono tre concetti teoretici distinti:
- Stato-comunità è formato dal popolo, stanziato su un territorio definito, che è organizzato attorno a un potere centrale (comunemente chiamato "Stato-nazione"); questo concetto è largamente impiegato nel campo delle relazioni internazionali;
- Stato-apparato (o Stato-organizzazione): ovvero quel potere centrale sovrano, stabile nel tempo e impersonale (poiché esiste indipendentemente dalle singole persone che lo fanno funzionare), organizzato in possibili differenti modi, che detiene il monopolio della forza e impone il rispetto di determinate norme nell'ambito di un territorio ben definito; il termine è usato soprattutto nell'ambito del diritto internazionale.
- Stato sovrano: dal latino superanus, colui che sta al di sopra; lo Stato è superiore a ogni altro soggetto entro i suoi confini. Per essere tale, la sovranità deve manifestarsi come "indipendenza" nei rapporti reciproci; per tale ragione, allora, lo Stato è indipendente e sovrano; sovrano al suo interno, indipendente nei confronti degli altri Stati.

Esso è spesso considerato dalla scienza politica originario poiché i suoi poteri derivano solo da sé stesso e da nessun'altra entità statuale. Con ciò si sostiene che esso non è subordinato ad altri soggetti e quindi è indipendente e sovrano in un ambito definito. Esso si organizza e si gerarchizza ai fini del miglior esercizio del potere.

## Descrizione

### Elementi fondamentali
In diritto ha avuto molta fortuna la definizione proposta dal giurista tedesco Georg Jellinek, nota come "teoria dei tre elementi" (Drei-Elemente-Lehre), secondo la quale gli elementi costitutivi dello Stato sono il territorio, il popolo e la sovranità: lo Stato sarebbe una istituzione sociale composta da un territorio delimitato da confini (Staatsgebiet), da una popolazione stanziata su tale territorio (Staatsvolk) e da un'autorità indipendente e suprema, che governa il territorio e la popolazione (Staatsgewalt).
Perciò lo Stato viene definito da Jellinek come «unità di associazione di uomini con sede fissa, dotata di un potere di dominazione originario», da Carré de Malberg come «comunità di uomini, stabilita su un territorio proprio e dotata di un'organizzazione da cui risulta per il gruppo considerato nei rapporti coi suoi membri un potere superiore d'azione, di comando e di coercizione», da Santi Romano come «ordinamento giuridico territoriale sovrano» e da Mortati come «ordinamento giuridico a fini generali esercitante il potere sovrano su un dato territorio, cui sono subordinati in modo necessario i soggetti ad esso appartenenti».
La teoria dei tre elementi è caratteristica soprattutto della cultura giuridica europea continentale del Novecento, ma non è affatto estranea alla cultura giuridica anglo-americana. Già nel caso Texas contro White (1869), la Corte Suprema degli Stati Uniti ha affermato che la parola "Stato"
(Texas v. White, 74 US (7 Wall) 700, 720 (1868))

### Visioni politiche
Numerosi studiosi di politica hanno cercato di dare definizioni più precise del concetto di Stato, cercando di enunciare anche le condizioni necessarie affinché esso possa essere considerato tale. Per Max Weber per Stato si deve intendere «un'impresa istituzionale di carattere politico nella quale – e nella misura in cui – l'apparato amministrativo avanza con successo una pretesa di monopolio della coercizione della forza legittima in vista dell'attuazione degli ordinamenti». Un'altra definizione è tentata da Charles Tilly: «un'organizzazione che controlla la popolazione occupante un determinato territorio costituisce uno Stato se e in quanto: 
- si differenzia rispetto ad altre organizzazioni che operino sul medesimo territorio;
- è autonoma;
- è centralizzata;
- le sue parti componenti sono formalmente coordinate le une con le altre».

Secondo Hobbes, «lo Stato rappresenta l'istanza unitaria e sovrana di neutralizzazione dei conflitti sociali e religiosi attraverso l'esercizio di una summa potestas, espressa attraverso la forma astratta e universale della legge che si legittima in base al mandato di autorizzazione degli individui, in cui si realizza il meccanismo della rappresentanza politica; i cittadini si trovano infatti in quella fase pre-politica che è definita come "Stato di natura" e il sovrano svolge un ruolo "rappresentativo" unificando in sé la "moltitudine dispersa"».
I tratti dello Stato moderno che sono venuti affermandosi, secondo alcuni autori italiani sono:
1. sovranità: concentrazione di tutti i rapporti politici in un'unica istanza indipendente e sovrana su un determinato territorio;
2. spersonalizzazione del comando politico;
3. costituzione e utilizzo di un apparato burocratico (dunque professionale) centralizzato.

Secondo la dottrina marxista-leninista, lo Stato consiste in un'istituzione che, riflettendo gli interessi economici e politici di una determinata classe sociale, serve a quest'ultima per affermare il suo dominio nella società.

### Classificazione in base al processo di formazione
Stein Rokkan e Urwin indicano quattro modalità di Stato in base alla formazione:
1. Stato unitario: si basa su un centro molto forte che detiene il potere politico, amministrandolo in maniera omogenea e indifferenziata su tutto il territorio statale;
2. Stato di unione: nasce sulla base di incorporazione di territori partendo da diverse dinastie (come i matrimoni, eredità o veri e propri trattati), unendo così anche i loro regni, dando vita a una nuova entità statale (vedi Spagna e Regno Unito). Questo tipo di formazione prevedeva che una serie di competenze rimanesse nelle mani delle entità che componevano lo Stato (rilevante quando parleremo di federalismo);
3. Federalismo meccanico: esiste un centro aggregatore che tramite conquista o aggregazione di parti che costituivano le precedenti entità statali dà vita al nuovo Stato (come l'Italia, con lo Stato Pontificio e Regno delle Due Sicilie);
4. Federalismo organico: esiste un centro aggregatore che non obbliga le parti a entrare nella nuova entità statale, ma fa un accordo paritario con quelle che vogliono farne parte (come il caso della Svizzera e dei Cantoni).

Stato unitario e federalismo meccanico sono frutto di un processo che "parte dall'alto", e che si realizza in un centro aggregatore; Stato di unione e federalismo organico, invece, sono frutto di un processo che "parte dal basso". Se a questi uniamo il "processo di disgregazione", abbiamo un quadro completo della nascita degli Stati. Uno Stato, in definitiva, può formarsi in tre modi:
- Unificazione ed espansionismo per opera di un centro (caso tipico dello Stato unitario e del federalismo meccanico);
- Unione per opera di diverse entità separate (come nel caso dello Stato di unione e del federalismo organico);
- Disgregazione di precedenti entità politiche (come lo sfaldamento di un impero).